# 2000 GF147
2000 GF147, também escrito como 2000 GF147, é um objeto transnetuniano (TNO) que está localizado no cinturão de Kuiper, uma região do Sistema Solar. Este corpo celeste é classificado como um cubewano. Ele possui uma magnitude absoluta (H) de 8,2 e, tem um diâmetro estimado com cerca de 101 km, por isso existem poucas chances que o mesmo possa ser classificado como um planeta anão, devido ao seu tamanho relativamente pequeno.

## Descoberta
2000 GF147 foi descoberto no dia 05 de abril de 2000 pelos astrônomos C. A. Trujillo, S. S. Sheppard e D. C. Jewitt.

## Órbita
A órbita de 2000 GF147 tem uma excentricidade de 0.043 e possui um semieixo maior de 42.081 UA. O seu periélio leva o mesmo a uma distância de 40.284 UA em relação ao Sol e seu afélio a 43.878.